# ديمتري كوفاليف (كرة يد)
ديمتري كوفاليف (بالروسية: Ковалёв, Дмитрий Сергеевич) مواليد 15 مايو 1982 في أومسك، هو لاعب كرة يد روسي يلعب كجناح أيمن. يلعب حاليا مع نادي تشيخوف لكرة اليد ويحمل الرقم 7. مثل منتخب روسيا لكرة اليد. شارك في دورة الألعاب الأولمبية الصيفية سنة 2008.

## سجل المنافسة
شارك في البطولات التالية:
- بطولة العالم لكرة اليد للرجال 2015
- بطولة أوروبا لكرة اليد للرجال 2014
- بطولة أوروبا لكرة اليد للرجال 2016

## روابط خارجية
- ديمتري كوفاليف على موقع الاتحاد الأوروبي لكرة اليد (الإنجليزية)
- ديمتري كوفاليف على موقع أوليمبيديا (الإنجليزية)